# Ciclismo en los Juegos Olímpicos de Los Ángeles 2028
El ciclismo en los Juegos Olímpicos de Los Ángeles 2028 se realizará en cuatro instalaciones ubicadas en Los Ángeles, Carson, y San Dimas en julio de 2028.

## Sedes
- Ciclismo en ruta – Circuito urbano con salida en Venice Beach y llegada en el Grand Park.
- Ciclismo en pista – VELO Sports Center (Carson).
- Ciclismo de montaña – Frank G. Bonelli Regional Park (en San Dimas).
- Ciclismo BMX – Sepulveda Park en el Valle de San Fernando.